# 貝利·米克
貝利·米克（Barry Minkow，1967年3月17日－），美國企業家、詐欺犯、欺詐調查員、牧師。在高中時期創立了「Z最好」（ZZZZ Best，/ˈziːbɛst/），並且搭上了美國80年代快速致富的年代，利用吸引投資人的方法，在上市後被投資者瘋狂支持。
最後卻因為被發現公司驚人的成長是利用假合約、假信用卡等偽造盈利撐起來的，為犯罪組織洗黑錢而被控上法庭與挪用公司公款而被控上法庭。Z最好於1987年倒閉，導致投資者和貸款方損失1億美元，這是由單個人實施的最大投資欺詐之一，也是歷史上最大的會計欺詐之一。該騙局經常被用作會計欺詐的案例研究。1989年，當時僅22歲的他被控57項罪名，判刑25年。之後他在監獄中的54個月中取得了自由大學學士與碩士學位。
1994年12月被釋出監獄後，被美國聯邦調查局FBI聘請成為特別顧問，負責揭發非法舞弊事宜，同時也成為一名牧師。然而，2011年他承認協助住宅建築商Lennar故意壓低股價，並因此被判再入獄五年。三年後，他又承認挪用了自己的教堂的金費，並被判額外五年監禁。他須支付總額為6.12億美元的賠償。

## 流行文化
「Z最好」詐騙案為美國著名的商業犯罪的故事，並且被列入《漫步華爾街》的反面例子中。
在2011年，貝利·米克認罪前，他的故事被翻拍成電影《米克》（Minkow），在電影中扮演自己中年時期的角色。隨著他的被捕，電影的發行被取消，並開始製作全新的結局。 這部電影的原名為《米克》（Minkow），後來改名為《騙子》（Con Man），最終於2018年3月上映。